# Paranormal Activity 4
Paranormal Activity 4 è un film del 2012 diretto da Ariel Schulman e Henry Joost.
Il film, quarto titolo della serie Paranormal Activity, è girato in stile falso documentario e vede l'apparizione di Stephen Dunham al suo ultimo lavoro cinematografico.

## Trama
Il 9 ottobre 2006 Kristy Ray e suo marito Daniel vengono uccisi da sua sorella Katie, posseduta da un demonio, che rapisce il loro figlio di un anno Hunter, senza conoscere le loro sorti.
Cinque anni dopo, nel novembre 2011, l'adolescente Alex Anderson vive in un ricco quartiere di Henderson in Nevada, con il padre Doug, la madre Holly e il fratellino di sei anni Wyatt. Quando la loro nuova vicina viene portata in ospedale, suo figlio Robbie, coetaneo di Wyatt, viene ospitato in casa loro. Il bambino dimostra un comportamento strano, chiuso e misterioso, finché una notte, mentre Alex sta dormendo, il computer del suo fidanzato Ben la registra per sbaglio tramite la webcam del portatile della ragazza, mostrando Robbie che entra nel suo letto. Il giorno successivo Wyatt racconta ad Alex che Robbie ha un amico immaginario di nome Toby. In seguito ad alcuni strani avvenimenti, Alex e Ben posizionano delle telecamere per tutta la casa. La terza notte i fenomeni aumentano e, in seguito, Alex viene quasi colpita da un lampadario che cade giù dal soffitto senza alcuna spiegazione apparente. La sesta notte la ragazza si accorge di molte auto parcheggiate davanti alla casa di Robbie; va a controllare, ma si spaventa per una signora che incontra nel giardino. Il giorno successivo, Wyatt ha un incontro con una strana forza invisibile; in seguito mostra ad Alex e Ben uno strano disegno verde sulla schiena (fattogli da Robbie) e afferma che "ha dovuto incontrarlo". I due ragazzi scoprono che il simbolo appartiene a quello di un gruppo di streghe il quale scopo è quello di far possedere un bambino da un demone e, per completare il processo, quest'ultimo avrebbe dovuto versare il sangue di una vergine. Il giorno dopo, Robbie e Wyatt vanno a casa del primo e Alex, seguendoli, incontra Katie, dimessa dall'ospedale.
Quella notte, mentre Alex dorme, Robbie entra in camera sua e la fa levitare per aria. La dodicesima notte, una Katie posseduta gira nei pressi della casa degli Anderson, mentre i genitori sono fuori. Sentendo dei rumori in garage, Alex va a controllare, ma poi viene chiusa dentro, mentre l'automobile si accende da sola, riempiendo la stanza di gas di scarico. Al contempo, Katie va a cercare Wyatt e gli dice che avrebbe aspettato "quando fosse stato pronto". Alex riesce a scappare dal garage e prova a raccontare quanto è successo ai genitori. Tuttavia, il filmato è stato cancellato e gli adulti pensano che la ragazza stia impazzendo. La notte seguente, Doug si dirige in cucina e comincia a credere alla figlia quando un coltello cade proprio dinanzi a lui. Mentre va a cercare Alex, Holly viene brutalmente uccisa, scagliata da una forza invisibile contro il soffitto; appare poi Katie che nasconde il suo corpo. Poco dopo arriva anche Ben, che cerca di lasciare un messaggio sul portatile della propria ragazza, ma viene anche lui trucidato dalla donna che gli spezza il collo. Tornati a casa, Doug si dirige in una delle case vicine credendo di aver visto Holly e Wyatt; Alex, invece, scopre il corpo di Ben e viene attaccata da una forza, presumibilmente Toby. Va così a casa di Katie per cercare il padre; qui si imbatte in Katie indemoniata che tenta di aggredirla, mentre Doug viene probabilmente ucciso. La ragazza prova a portare via Wyatt, ma il bambino non reagisce; un attimo dopo si presentano decine di streghe, e Katie la attacca brutalmente, concludendo il filmato.
I cadaveri di Alex e Doug vengono scoperti il giorno dopo, mentre resta un mistero dove siano Katie e Wyatt.

## Produzione
Il primo teaser trailer è uscito il 30 luglio 2012, alla fine del quale viene annunciato il primo trailer ufficiale esteso per il 1º agosto. Sempre il 30 luglio è stato distribuito un primo poster senza immagini con solo il logo del film. Il 1º agosto sul sito di cinema mymovies, alle ore 19.15, è stato reso pubblico il primo trailer esteso italiano insieme a una locandina.

## Distribuzione
Il film è stato distribuito nelle sale americane il 19 ottobre 2012 mentre in Italia è uscito il 22 novembre 2012.

## Accoglienza

### Incassi
Il film ha registrato un incasso globale di circa 140800000 $, diventando così il film con il 48º maggior incasso internazionale per l'anno 2012 pur avendo ricevuto parecchie critiche negative.

## Sequel
Nel 2015 è uscito il quinto capitolo: Paranormal Activity - Dimensione fantasma.

## Curiosità
Nel Regno Unito un cinema della catena Cineworld ha proiettato Paranormal Activity 4 invece di Madagascar 3 - Ricercati in Europa, lasciando i bambini in sala traumatizzati.